# VO2 máx
El VO2 máx es la cantidad máxima de oxígeno (O2) que el organismo puede absorber, transportar y consumir en un tiempo determinado, es la sangre que nuestro organismo puede transportar y metabolizar. También se denomina Consumo máximo de oxígeno o capacidad aeróbica máxima. Es la manera más eficaz de medir la capacidad aeróbica de un individuo. Cuanto mayor sea el VO2 máx, mayor será la capacidad cardiovascular.
La diferencia del oxígeno contenido entre inhalación y exhalación se mide para encontrar cuánto oxígeno es consumido en un minuto. Este valor se representa en litros por minuto y va desde los 2 hasta los 7,5 l/min. Sin embargo es más común expresar el VO2 máximo de cada individuo en relación con su peso corporal en kilogramos. Esta relación va desde los 20 hasta los 90 ml/kg/min.
Es importante destacar que lo que parece una relación lineal entre VO2 y frecuencia cardíaca sólo es tal si el producto entre el volumen de eyección y la diferencia de oxígeno artero-venosa se mantienen constantes, lo que en general no es cierto excepto en condiciones muy restringidas.

## Maneras de calcularlo
Para calcular el volumen máximo de consumo de oxígeno de un individuo, en relación con su masa corporal y durante un minuto, suele emplearse la expresión ml/min/kg, en la que ml representa el volumen de oxígeno consumido, min el tiempo transcurrido y kg la masa corporal. Dividiendo la expresión anterior (ml/min) por el peso corporal, expresado en kg, y multiplicándo el resultado por 1.000, se obtiene su volumen máximo de oxígeno expresado en {\displaystyle ml/min/kg}.

### Espirometría

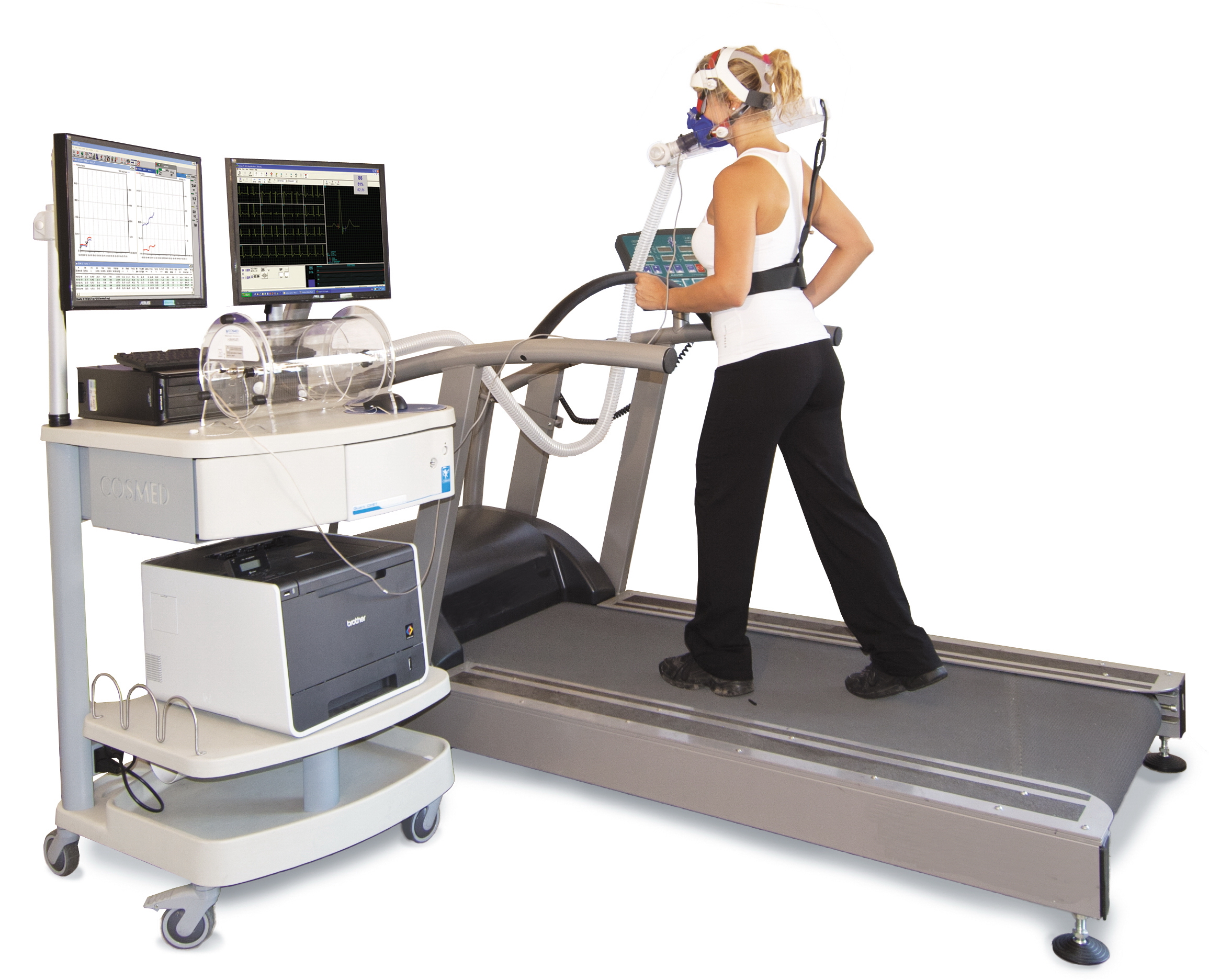
Cálculo de VO_{2} máx a través un ergoespirómetro

Para calcular el VO2 máx, los médicos utilizan un ergoespirómetro, un instrumento que mide el consumo de oxígeno.

### Test de Cooper
Para calcular el VO2 máx, algunos entrenadores utilizan el Test de Cooper, que es muy simple: sólo se tiene que correr a la máxima velocidad durante 12 minutos sin parar. Para realizar este esfuerzo hay que estar en buenas condiciones físicas y haber realizado un chequeo médico previo.

## Tiempo límite a VO2MÁX
El tiempo límite al 100% del VO2MÁX admitido es de 6 a 10 minutos. En 2009 y 2010, Véronique Billat mostró que este tiempo puede ser mejorado de 25 a 30 minutos con un protocolo de sesión basado en variaciones de velocidades sencillas y personalizada a cada deportista. En 2010 este método fue probado por corredores vía Internet y fuera del laboratorio en el método R2PH, con el apoyo y la ayuda del portal francés Athlete Endurance de Jean-Pierre Monciaux y Laurent Colas. Los entrenadores de Athlete Endurance llevan más de un año elaborando modelos de sesiones y entrenando corredores de todos niveles con este tipo de sesión. Para obtener una distancia con resistencia adecuada.

## VO2máx en atletas
Los valores más altos de VO2 relativos a su peso que se han medido pertenecen a esquiadores de fondo. Sin embargo, los valores más altos de VO2 pertenecen a remeros, ya que en su actividad el peso no tiene tanta importancia.
Como referencia se usan los rangos de la Tabla Astrand para evaluar el nivel de VO2 máx de un individuo:
| Pobre       | 30-35 |
| Regular     | 35-40 |
| Buena       | 40-45 |
| Muy buena   | 45-50 |
| Excelente   | 50-55 |
| Excepcional | +55   |

Ejemplos destacables en atletas de élite de VO2 máx.
| Ron Clarke            | Corredor australiano            | 69   |
| Jarmila Kratochvílová | Corredora checa                 | 72,8 |
| Jeff Galloway         | Corredor EE. UU.                | 73   |
| Michael Phelps        | Nadador EE. UU.                 | 76   |
| Zersenay Tadesse      | Corredor de Eritrea             | 83   |
| Joe Dombrowski        | Ciclista profesional            | 86   |
| Nairo Quintana        | Ciclista profesional            | 86   |
| Miguel Induráin       | Ciclista profesional            | 88   |
| Chris Froome          | Ciclista profesional            | 88,2 |
| Eliud Kipchoge        | Maratonista olímpico            | 90   |
| Kilian Jornet         | Corredor y esquiador de montaña | 93   |